# Mario Nobili
Mario Nobili (Montreal, 16 febbraio 1971) è un ex hockeista su ghiaccio canadese naturalizzato italiano.

## Carriera
Scelto dagli Edmonton Oilers al draft 1992, non giocò però mai in NHL. La sua carriera si svolse perlopiù nel campionato italiano, dove ha vestito le maglie di Fiemme (1993-1994) e Varese (1994-1995) prima di far ritorno in Nord America per la prima parte della stagione 1995-1996, che chiuse tornando in Italia, all'Asiago.
Nel 1996-1997 giocò col Milano 24, per poi passare al Bolzano, con cui vinse lo scudetto 1997-1998. Perse gran parte della stagione successiva a causa di un esaurimento nervoso, mentre nel 1999-2000 venne tagliato a metà stagione per fare posto a Brian Loney.
Dopo una breve parentesi nella seconda serie tedesca, chiuse la carriera in Quebec Semi-Pro Hockey League.

## Palmarès
- Central Hockey League: 1

Tulsa Oilers: 1992-1993
- Campionato italiano: 2

Bolzano: 1997-1998, 1999-2000